# Gozdawa (Karkonosze)
Gozdawa (niem. Kriegberg, 790 m n.p.m.) – szczyt w Karkonoszach w obrębie Śląskiego Grzbietu.
Znajduje się w północno-wschodniej części Śląskiego Grzbietu, w Karpaczu.
Zbudowany z granitu karkonoskiego.